# طرطور (غطاء رأس)

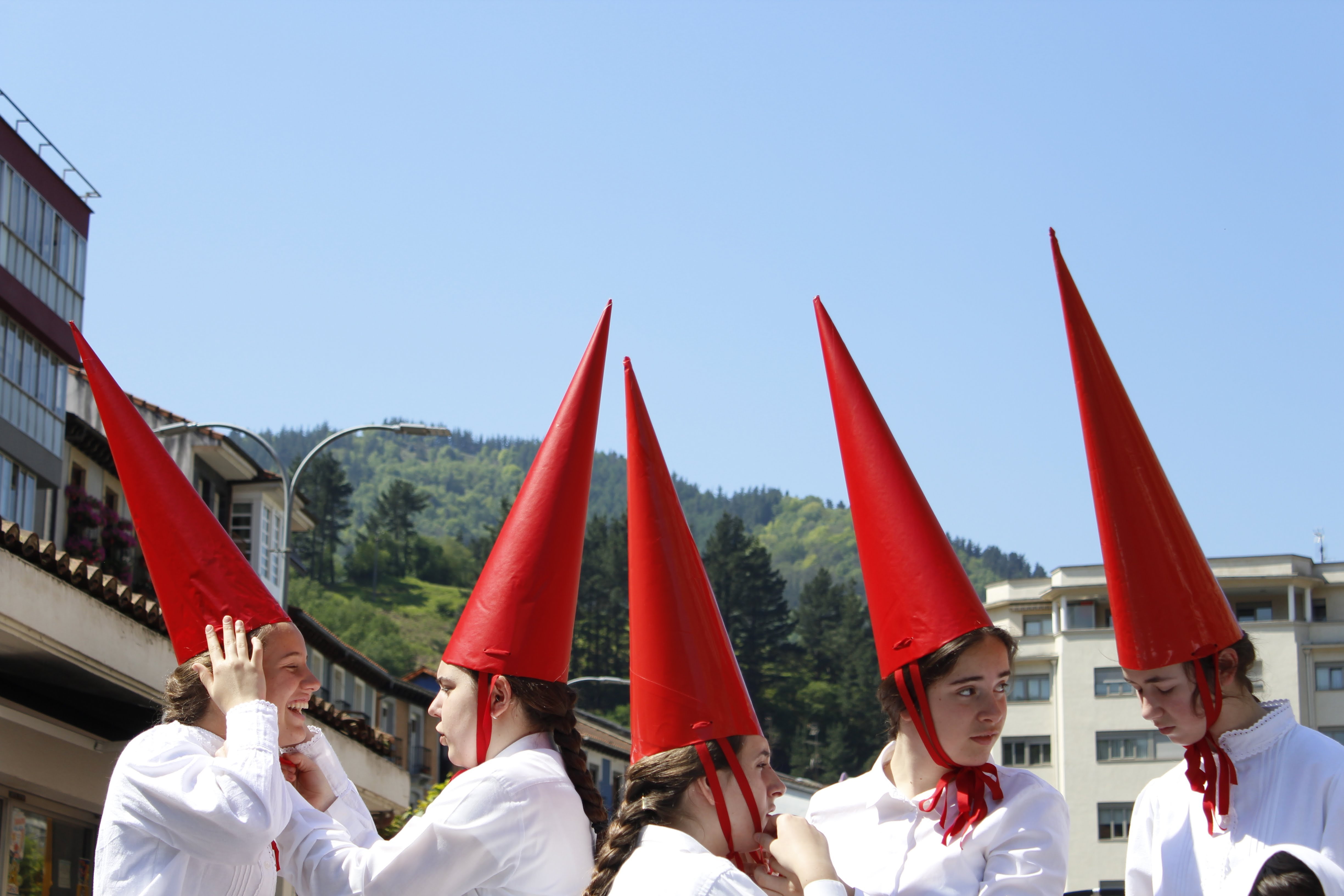
راقصات من بلاد الباسك يلبسن طراطيرًا

لقد كانت الطَّرَاطِير (المفرد: طُرْطُور) عنصرًا مميزًا في العَمْرَات (أغطية الرأس) لمجموعة واسعة من الثقافات عبر التاريخ. على الرغم من أنها تشير في كثير من الأحيان إلى تقليد هندي أوروبي قديم، إلا أنها كانت ترتديها أيضًا نساء لابي واليابانيون وشعب ميغماك في كندا الأطلسية وشعب واستك في فيراكروز وشعب الآزتك (على سبيل المثال، كما هو موضح في مخطوطة ميندوزا). لدى كبيري (Kabiri) غينيا الجديدة "ديبا" (Diba)، وهي طرطور ملتصق ببعضه البعض.

## روابط خارجية
- مجموعات أخرى من العصور الوسطى كانوا يرتدون طراطير طويلة! (بالإنجليزية)